# 残像効果
残像効果（ざんぞうこうか）は、主に人の視覚で光を見たとき、その光が消えた後も、それまで見ていた光や映像が残って見えるような現象のこと。発現場所は網膜内と考えるのが一般的であるが、脳の側とする見方もある。フィクション作品などにおいては、分身の術などのように非常に素早い（主に身体の）動きを表す、映像や視覚的表現として用いられることもある。
「残像」という言葉は Fechner, G. T. の Nachbild の訳語である。

## 時間残像
人の目の時間分解能は約50msから100ms程度であり、この時間よりも短い光の点滅は、連続点灯しているように知覚される。例えば蛍光灯の光はインバータ式を除き、商用電源周波数が60Hzの地域の場合は、1秒間に120回点滅しているが、普通はチラツキを感じない。
テレビ放送や映画は、一連の静止画を高速に切り替え表示（映画では1秒間に24枚、NTSC方式のテレビ放送では1秒間に30枚）することによって動画の知覚を起こさせている。現行の方式では、一つの静止画から次の静止画への切り替えは上描きによっておこなわれるが、CRT（テレビの場合）やフィルム（映画の場合）が使われていた時代の技術では、前の静止画の表示が消えている間に次の静止画の表示をおこなわなければならなかった。それにもかかわらず表示されている画像が点滅しているようには見えていなかったのは、これと同等の現象によるものである。ただし、それがまるで動いているように見えるのは、仮現運動とよばれる別の現象である。

## 補色残像
ある色をしばらく見つめた後、その色を視界から消去すると、視覚上にはその補色（赤であればシアン、緑であればマゼンタ、青であればイエロー）が残像として残る。これを補色残像（英: complementary afterimage）といい、これは元刺激と負の方向の残効が生じる陰性残効 (negative afterimage) の一種である。

## 運動残像
一定方向に運動しているものをしばらく見つめた後、突然その運動を停止すると、それまでと反対方向に運動しているかのような印象が残像として残る。これを運動残像（英: movement afterimage）という。例えば、走っている電車の窓から流れる景色を見たあと電車が止まると、駅が前へ動いていくように感じる。